# Bob Dishy
Bob Dishy (New York, 12 gennaio 1934) è un attore statunitense.

## Biografia
Nato a Brooklyn da padre libanese e madre israeliana.
È sposato con Judy Graubart ed ha due figli.
Ha iniziato a recitare nel 1967 ed ha preso parte in film cinema, ed ha anche interpretato il padre di Ben Stiller nel film ...e alla fine arriva Polly.

## Filmografia

### Cinema
- The Tiger Makes Out, regia di Arthur Hiller (1967)
- Amanti ed altri estranei (Lovers and Other Strangers), regia di Cy Howard (1970)
- I Wonder Who's Killing Her Now? (1975)
- Il fantabus (The Big Bus) (1976)
- L'ultima coppia sposata (The Last Married Couple in America) (1980)
- First Family (1980)
- Papà, sei una frana (Author! Author!), regia di Arthur Hiller (1982)
- Ricordi di Brighton Beach (Brighton Beach Memoirs) (1986)
- Prognosi riservata (Critical Condition), regia di Michael Apted (1987)
- Frequenze pericolose (Stay Tuned), regia di Peter Hyams (1992)
- La vedova americana  (Used People), regia di Beeban Kidron (1992)
- My Boyfriend's Back (1993)
- Don Juan De Marco - Maestro d'amore (Don Juan De Marco), regia di Jeremy Leven (1995)
- Da giungla a giungla (Jungle 2 Jungle), regia di John Pasquin (1997)
- Judy Berlin (1999)
- A Fish in the Bathtub (1999)
- Labor Pains (2000)
- ...e alla fine arriva Polly (Along Came Polly), regia di John Hamburg (2004)
- A Broken Sole (2006)
- Fa la cosa sbagliata (The Wackness) (2008)

### Televisione
- Damn Yankees! – film TV (1967)
- Arsenic and Old Lace – film TV (1969)
- Story Theatre – serie TV (1971)
- Mary Tyler Moore Show (Mary Tyler Moore) – serie TV, un episodio (1971)
- Quella strana ragazza (That Girl) – serie TV, un episodio (1971)
- Pure Goldie – film TV (1971)
- The Police – film TV (1971)
- Arcibaldo (All in the Family) – serie TV, un episodio (1972)
- Love, American Style – serie TV, un episodio (1972)
- It Couldn't Happen to a Nicer Guy – film TV (1974)
- McCoy – serie TV, un episodio (1975)
- Colombo (Columbo) – serie TV, 2 episodi (1972-1976)
- Ace – film TV (1976)
- Alice – serie TV, un episodio (1978)
- A.E.S. Hudson Street – serie TV, 2 episodi (1977-1978)
- Great Performances – serie TV, un episodio (1978)
- Mrs. Columbo – serie TV, un episodio (1979)
- Barney Miller – serie TV, 2 episodi (1975-1980)
- American Playhouse – serie TV, un episodio (1984)
- Ai confini della realtà (The Twilight Zone) – serie TV, episodio 1x18 (1985)
- Cuori senza età (The Golden Girls) – serie TV, un episodio (1988)
- Le inchieste di padre Dowling (Father Dowling Mysteries) – serie TV, un episodio (1990)
- Flying Blind – serie TV, un episodio (1992)
- Matlock – serie TV, un episodio (1994)
- Ti voglio bene, papà (Thicker Than Blood: The Larry McLinden Story) – film TV (1994)
- Frasier – serie TV, un episodio (1998)
- Welcome to New York – serie TV, un episodio (2000)
- Law & Order - I due volti della giustizia (Law & Order) – serie TV, 7 episodi (1994-2002)
- Jonny Zero – serie TV, un episodio (2005)
- Law & Order - Unità vittime speciali (Law & Order: Special Victims Unit) – serie TV, episodio 9x13 (2008)
- Blue Bloods – serie TV, episodio 2x20 (2012)
- Mozart in the Jungle – serie TV, episodio 1x01 (2014)
- Étoile – serie TV, episodio 1x03 (2025)

## Doppiatori italiani
Nelle versioni in italiano delle opere in cui ha recitato, Bob Dishy è stato doppiato da:
- Sandro Pellegrini in Don Juan DeMarco - Maestro d'amore, ...e alla fine arriva Polly
- Dario Penne in Fantasma per amore, Frasier
- Oreste Rizzini in Papà, sei una frana
- Michele Gammino in La vedova americana
- Dario De Grassi in Law & Order - I due volti della giustizia (ep. 4x22, 8x09)
- Pietro Biondi in Law & Order - I due volti della giustizia (ep. 5x22)
- Dante Biagioni in Law & Order - I due volti della giustizia (ep. 6x07)
- Sergio Tedesco in Da giungla a giungla
- Carlo Valli in Fa' la cosa sbagliata